# Vívás a 2024. évi nyári olimpiai játékokon
A 2024. évi nyári olimpiai játékokon a vívásban tizenkettő versenyszámban avattak olimpiai bajnokot. A versenyszámokat július 27. és augusztus 4. között rendezték meg. Ezen az olimpián ismét minden vívószakágban rendeztek csapatversenyt.

## Eseménynaptár
| S | Selejtezők, negyeddöntők | D | Elődöntők, döntő |

| júl. / aug.             | 27. | 27. | 28. | 28. | 29. | 29. | 30. | 30. | 31. | 31. | 1.  | 1.  | 2.  | 2.  | 3.  | 3.  | 4.  | 4.  |
|                         | De. | Du. | De. | Du. | De. | Du. | De. | Du. | De. | Du. | De. | Du. | De. | Du. | De. | Du. | De. | Du. |
| ----------------------- | --- | --- | --- | --- | --- | --- | --- | --- | --- | --- | --- | --- | --- | --- | --- | --- | --- | --- |
| Férfi                   |     |     |     |     |     |     |     |     |     |     |     |     |     |     |     |     |     |     |
| Férfi párbajtőr         |     |     | S   | D   |     |     |     |     |     |     |     |     |     |     |     |     |     |     |
| Férfi párbajtőr, csapat |     |     |     |     |     |     |     |     |     |     |     |     | S   | D   |     |     |     |     |
| Férfi tőr               |     |     |     |     | S   | D   |     |     |     |     |     |     |     |     |     |     |     |     |
| Férfi tőr, csapat       |     |     |     |     |     |     |     |     |     |     |     |     |     |     |     |     | S   | D   |
| Férfi kard              | S   | D   |     |     |     |     |     |     |     |     |     |     |     |     |     |     |     |     |
| Férfi kard, csapat      |     |     |     |     |     |     |     |     | S   | D   |     |     |     |     |     |     |     |     |
| Női                     |     |     |     |     |     |     |     |     |     |     |     |     |     |     |     |     |     |     |
| Női párbajtőr           | S   | D   |     |     |     |     |     |     |     |     |     |     |     |     |     |     |     |     |
| Női párbajtőr, csapat   |     |     |     |     |     |     | S   | D   |     |     |     |     |     |     |     |     |     |     |
| Női tőr                 |     |     | S   | D   |     |     |     |     |     |     |     |     |     |     |     |     |     |     |
| Női tőr, csapat         |     |     |     |     |     |     |     |     |     |     | S   | D   |     |     |     |     |     |     |
| Női kard                |     |     |     |     | S   | D   |     |     |     |     |     |     |     |     |     |     |     |     |
| Női kard, csapat        |     |     |     |     |     |     |     |     |     |     |     |     |     |     | S   | D   |     |     |

## Éremtáblázat
(A táblázatokban Magyarország és a rendező ország sportolói eltérő háttérszínnel, az egyes számoszlopok legmagasabb értéke vagy értékei vastagítással kiemelve.)
| A 2024. évi nyári olimpiai játékok éremtáblázata vívásban | A 2024. évi nyári olimpiai játékok éremtáblázata vívásban | A 2024. évi nyári olimpiai játékok éremtáblázata vívásban | A 2024. évi nyári olimpiai játékok éremtáblázata vívásban | A 2024. évi nyári olimpiai játékok éremtáblázata vívásban | Olimpia  |
| --------------------------------------------------------- | --------------------------------------------------------- | --------------------------------------------------------- | --------------------------------------------------------- | --------------------------------------------------------- | -------- |
|                                                           | Ország                                                    | Arany                                                     | Ezüst                                                     | Bronz                                                     | Összesen |
| 1.                                                        | Japán (JPN)                                               | 2                                                         | 1                                                         | 2                                                         | 5        |
| 2.                                                        | Egyesült Államok (USA)                                    | 2                                                         | 1                                                         | 1                                                         | 4        |
| 3.                                                        | Dél-Korea (KOR)                                           | 2                                                         | 1                                                         | 0                                                         | 3        |
| 4.                                                        | Hongkong (HKG)                                            | 2                                                         | 0                                                         | 0                                                         | 2        |
| 5.                                                        | Franciaország (FRA)                                       | 1                                                         | 4                                                         | 2                                                         | 7        |
| 6.                                                        | Olaszország (ITA)                                         | 1                                                         | 3                                                         | 1                                                         | 5        |
| 7.                                                        | Magyarország (HUN)                                        | 1                                                         | 1                                                         | 1                                                         | 3        |
| 8.                                                        | Ukrajna (UKR)                                             | 1                                                         | 0                                                         | 1                                                         | 2        |
|                                                           |                                                           |                                                           |                                                           |                                                           |          |
| 9.                                                        | Tunézia (TUN)                                             | 0                                                         | 1                                                         | 0                                                         | 1        |
|                                                           |                                                           |                                                           |                                                           |                                                           |          |
| 10.                                                       | Csehország (CZE)                                          | 0                                                         | 0                                                         | 1                                                         | 1        |
| 10.                                                       | Egyiptom (EGY)                                            | 0                                                         | 0                                                         | 1                                                         | 1        |
| 10.                                                       | Kanada (CAN)                                              | 0                                                         | 0                                                         | 1                                                         | 1        |
| 10.                                                       | Lengyelország (POL)                                       | 0                                                         | 0                                                         | 1                                                         | 1        |
|                                                           |                                                           |                                                           |                                                           |                                                           |          |
| Összesen                                                  | Összesen                                                  | 12                                                        | 12                                                        | 12                                                        | 36       |

## Érmesek

### Férfi
| A 2024. évi nyári olimpiai játékok férfi érmesei vívásban | |                                                                                          | |
| Versenyszám                                               | Arany | Ezüst                                                                                    | Bronz                                                                                              |
| Párbajtőr, egyéni                                         | Kanó Kóki · Japán (JPN) | Yannick Borel · Franciaország (FRA)                                                      | Mohamed esz-Szajed · Egyiptom (EGY)                                                                |
| Párbajtőr, csapat                                         | Magyarország (HUN) · Andrásfi Tibor · Koch Máté · Nagy Dávid · Siklósi Gergely                                                   | Japán (JPN) · Komata Akira · Jamada Maszaru · Kanó Kóki · Minobe Kazujaszu               | Csehország (CZE) · Jiří Beran · Michal Čupr · Jakub Jurka · Martin Rubeš                           |
| Tőr, egyéni                                               | Cőng Ká-lóng (Cheung Ka-long) · Hongkong (HKG)                                                                                   | Filippo Macchi · Olaszország (ITA)                                                       | Nick Itkin · Egyesült Államok (USA)                                                                |
| Tőr, csapat                                               | Japán (JPN) · Macujama Kjószuke · Sikine Takahiro · Iimura Kazuki · Nagano Júdai                                                 | Olaszország (ITA) · Guillaume Bianchi · Filippo Macchi · Tommaso Marini · Alessio Foconi | Franciaország (FRA) · Maximilien Chastanet · Maxime Pauty · Enzo Lefort · Julien Mertine           |
| Kard, egyéni                                              | O Szanguk (Oh Sang-uk) · Dél-Korea (KOR)                                                                                         | Farès Ferjani · Tunézia (TUN)                                                            | Luigi Samele · Olaszország (ITA)                                                                   |
| Kard, csapat                                              | Dél-Korea (KOR) · Ku Bongil (Gu Bon-gil) · O Szanguk (Oh Sang-uk) · Pak Szangvon (Park Sang-won) · To Gjongdong (Do Gyeong-dong) | Magyarország (HUN) · Gémesi Csanád · Szatmári András · Szilágyi Áron · Rabb Krisztián    | Franciaország (FRA) · Sébastien Patrice · Maxime Pianfetti · Boladé Apithy · Jean-Philippe Patrice |

### Női
| A 2024. évi nyári olimpiai játékok női érmesei vívásban |                                                                                        | | |
| Versenyszám                                             | Arany                                                                                  | Ezüst | Bronz |
| Párbajtőr, egyéni                                       | Vivian Kong · Hongkong (HKG)                                                           | Auriane Mallo · Franciaország (FRA)                                                                                        | Muhari Eszter · Magyarország (HUN)                                                                        |
| Párbajtőr, csapat                                       | Olaszország · Rossella Fiamingo · Mara Navarria · Giulia Rizzi · Alberta Santuccio     | Franciaország · Marie-Florence Candassamy · Alexandra Louis-Marie · Auriane Mallo · Coraline Vitalis                       | Lengyelország · Aleksandra Jarecka · Alicja Klasik · Renata Knapik-Miazga · Martyna Swatowska-Wenglarczyk |
| Tőr, egyéni                                             | Lee Kiefer · Egyesült Államok (USA)                                                    | Lauren Scruggs · Egyesült Államok (USA)                                                                                    | Eleanor Harvey · Kanada (CAN)                                                                             |
| Tőr, csapat                                             | Egyesült Államok · Jacqueline Dubrovich · Lee Kiefer · Lauren Scruggs · Maia Weintraub | Olaszország · Arianna Errigo · Martina Favaretto · Alice Volpi · Francesca Palumbo                                         | Japán · Azuma Szera · Ueno Juka · Mijavaki Karin · Kikucsi Komaki                                         |
| Kard, egyéni                                            | Manon Brunet · Franciaország (FRA)                                                     | Sara Balzer · Franciaország (FRA)                                                                                          | Olha Harlan · Ukrajna (UKR)                                                                               |
| Kard, csapat                                            | Ukrajna · Julija Bakasztova · Alina Komascsuk · Olha Harlan · Olena Kravacka           | Dél-Korea · Jun Dzsiszu (Yoon Ji-su) · Cshö Szebin (Choi Se-bin) · Cson Hajong (Jeon Ha-young) · Cson Unhje (Jeon Eun-hye) | Japán · Takasima Risza · Ozaki Szeri · Emura Miszaki · Fukusima Sihomi                                    |